# Хэмилтон, Крис
 Крис Хэмилтон (англ. Chris Hamilton; род. 18 мая 1995 в Бендиго, Австралия) —  австралийский профессиональный  шоссейный велогонщик,  выступающий за команду мирового тура «Team Sunweb».

## Достижения
2015
1-й  - Чемпион Австралии - Критериум (U23)
2016
1-й  - Чемпион Австралии - Групповая гонка (U23)
2-й - Тур Тасмании - Генеральная классификация
7-й - Тур Тайваня - Генеральная классификация
8-й - Хералд Сан Тур - Генеральная классификация 
1-й  - Молодёжная классификация
2018
9-й - Тур Британии
2019
6-й — Тур Даун Андер
1-й  Молодёжная классификация

## Статистика выступлений

### Гранд-туры
| Гонка           | 2017 | 2018 |
| --------------- | ---- | ---- |
| Джиро д'Италия  | —    | 103  |
| Тур де Франс    | —    | —    |
| Вуэльта Испании | 121  | —    |

| — | Не участвовал |